# Brauerei Schwechat
Die Brauerei Schwechat ist eine Braustätte im niederösterreichischen Schwechat, die seit 1978 im Besitz der Brau Union Österreich AG ist. Sie gehört damit heute zum Heineken-Konzern. Jährlich werden rund 800.000 hl Bier gebraut. Die Brauerei ist der Ursprung der Biermarke Schwechater Bier.

## Geschichte

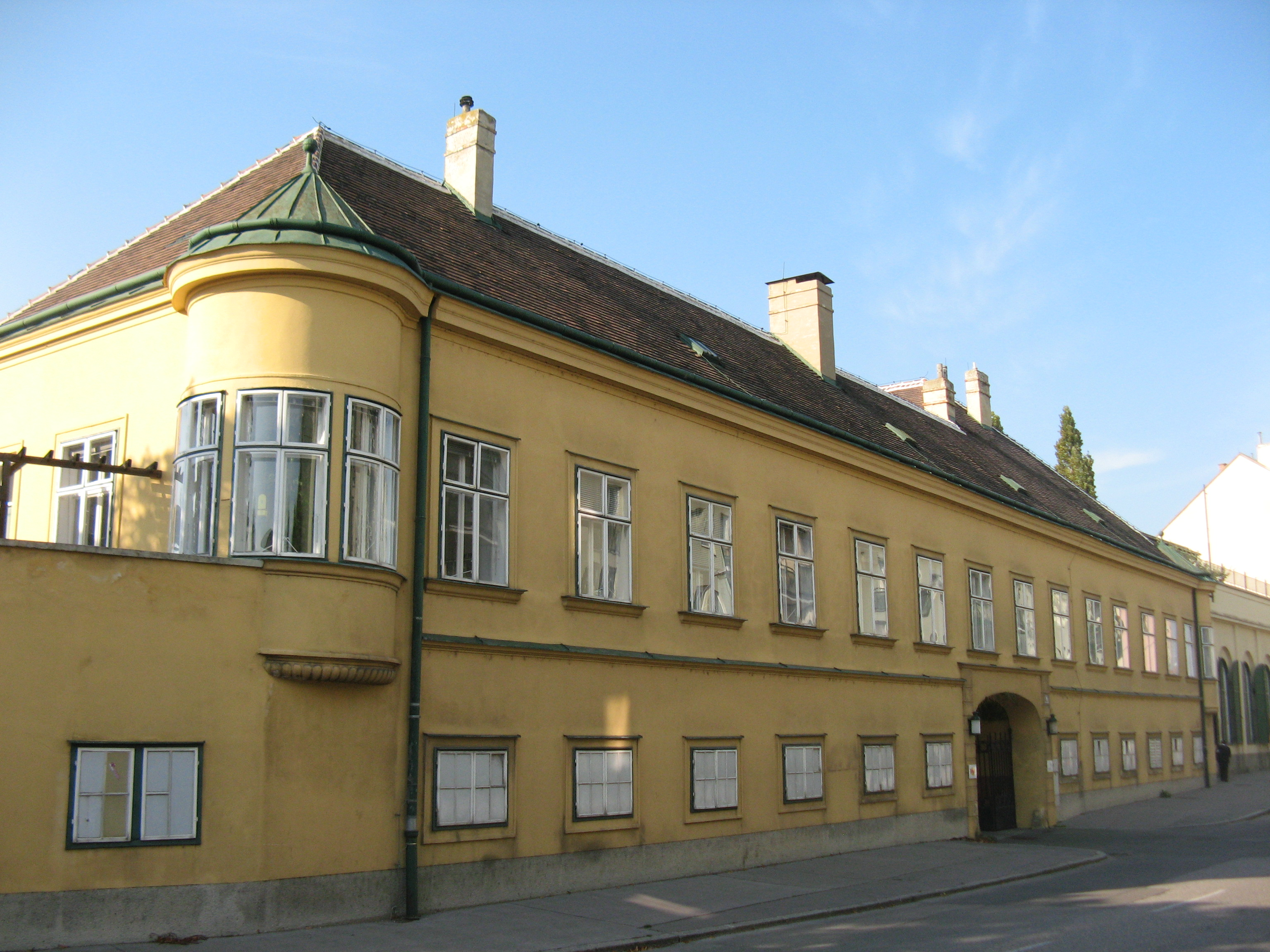
Altes Brauhaus in Schwechat

### 1632 bis 1796
Das Schwechater Brauhaus wurde im Jahr 1632 von Peter Descrolier, dem „Camerdiener und Camerzahlmeister des Erzherzog Matthias“ am Frauenfelde zu Schwechat, gegründet. Die Klein-Schwechater Brauerei wurde mehrfach zerstört und wechselte noch öfters ihren Besitzer, bis am 22. Oktober 1796 Franz Anton Dreher, Bräumeister der k. k. Haupt- und Residenzstadt Wien, das Brauhaus kaufte.

### 1796 bis 1935: Familie Dreher
Franz Anton Drehers Sohn Anton Dreher senior übernahm 1837 von seiner Mutter den Betrieb und läutete eine neue Ära in der Geschichte der Brauerei ein. 1839 stellte er auf Untergärung um, welche den Beginn des Lagerbieres markierte. Der Durchbruch gelang Dreher 1841, als er erkannte, dass für sein untergäriges Bier, eben das „Lager“ oder „Wiener Typ“, vor allem eines entscheidend war: die Kühlung. Dreher legte riesige Keller an und lagerte Eis ein.

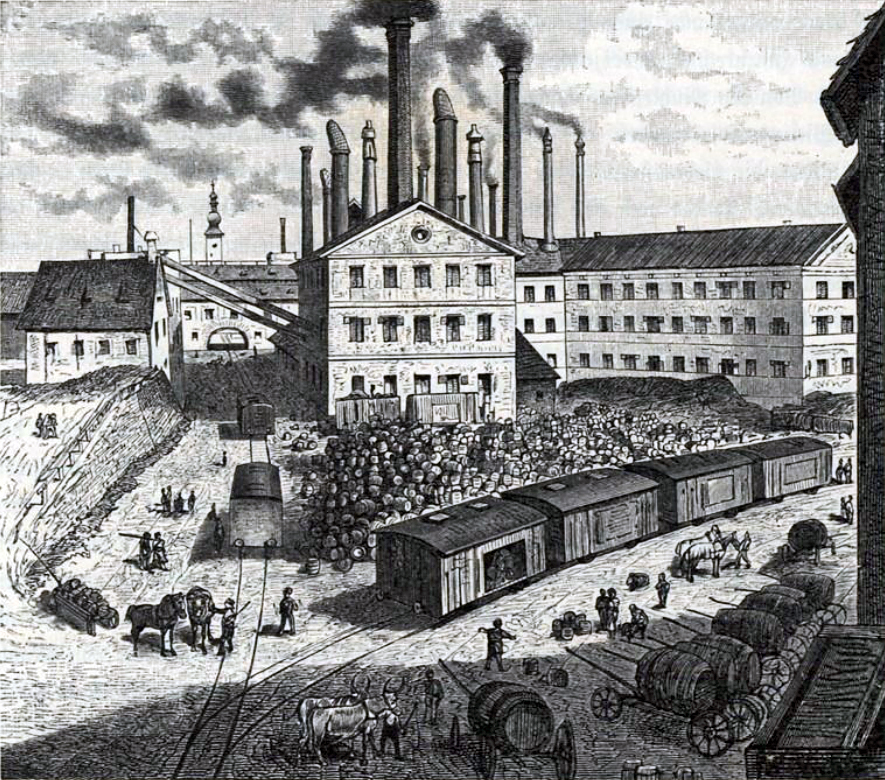
In der Brauerei (vor 1889)

In weiterer Folge dehnte sich Drehers Brauimperium durch Übernahmen bestehender Brauereien schließlich auf die gesamte Österreichisch-Ungarische Monarchie aus. Dazu gehörten unter anderem die Brauerei Michelob bei Saaz, erworben 1859, die Brauerei Steinbruch (gegründet 1854) in Budapest, erworben im Jahr 1862, sowie die Brauerei Triest, erworben im Jahr 1869.
1848 setzte Dreher eine Dampfmaschine zum Bierbrauen ein, er soll damit der erste Brauer in Österreich gewesen sein. Die Dampfmaschine ist heute im Technischen Museum in Wien ausgestellt.
Am 29. Juli 1867 wurde die auf Kosten des Unternehmens erbaute, 2,55 km (1345 Klafter) lange Flügelbahn Schwechat-Kleder(l)ing (heute: Bahnhof Kledering) – Dreher’sches Brauhaus für den Frachtverkehr eröffnet. Betrieben von der Österreichischen Staatsbahn-Gesellschaft, erfolgte 1868 die Einführung des vom Raaber Bahnhof (Wien Ostbahnhof) ausgehenden Personenbetriebs, der ab 19. Juli täglich, nach Dreher’s Schützenfest bis 25. Oktober an Sonn- und Feiertagen einen Vergnügungszug vorsah.
Die erste Kühlmaschine, die auch die zweite Maschine der Linde AG war, wurde 1877 in der Brauerei in Triest aufgestellt.
Nach dem Tod von Anton Dreher senior im Jahr 1863 übernahm 1870 dessen Sohn Anton Dreher junior das Unternehmen der Brauerei Schwechat und wandelte es im Jahr 1905 in die Anton Drehers Brauereien Aktiengesellschaft um. Angesichts der Anfang des 20. Jahrhunderts gegenseitig wachsenden Konkurrenz mit der Brauerei Sankt Marx von Adolf Ignaz Mautner von Markhof und der Brauerei Simmering seines Schwiegervaters Meichl erfolgte im Jahr 1913 die Fusion der drei Brauereien zur Vereinigte Brauereien Schwechat, St. Marx, Simmering – Dreher, Mautner, Meichl AG. Auf Grund der hohen Qualität der Produkte wurde dem Unternehmen der Titel eines k.u.k. Kammer-Lieferanten verliehen.

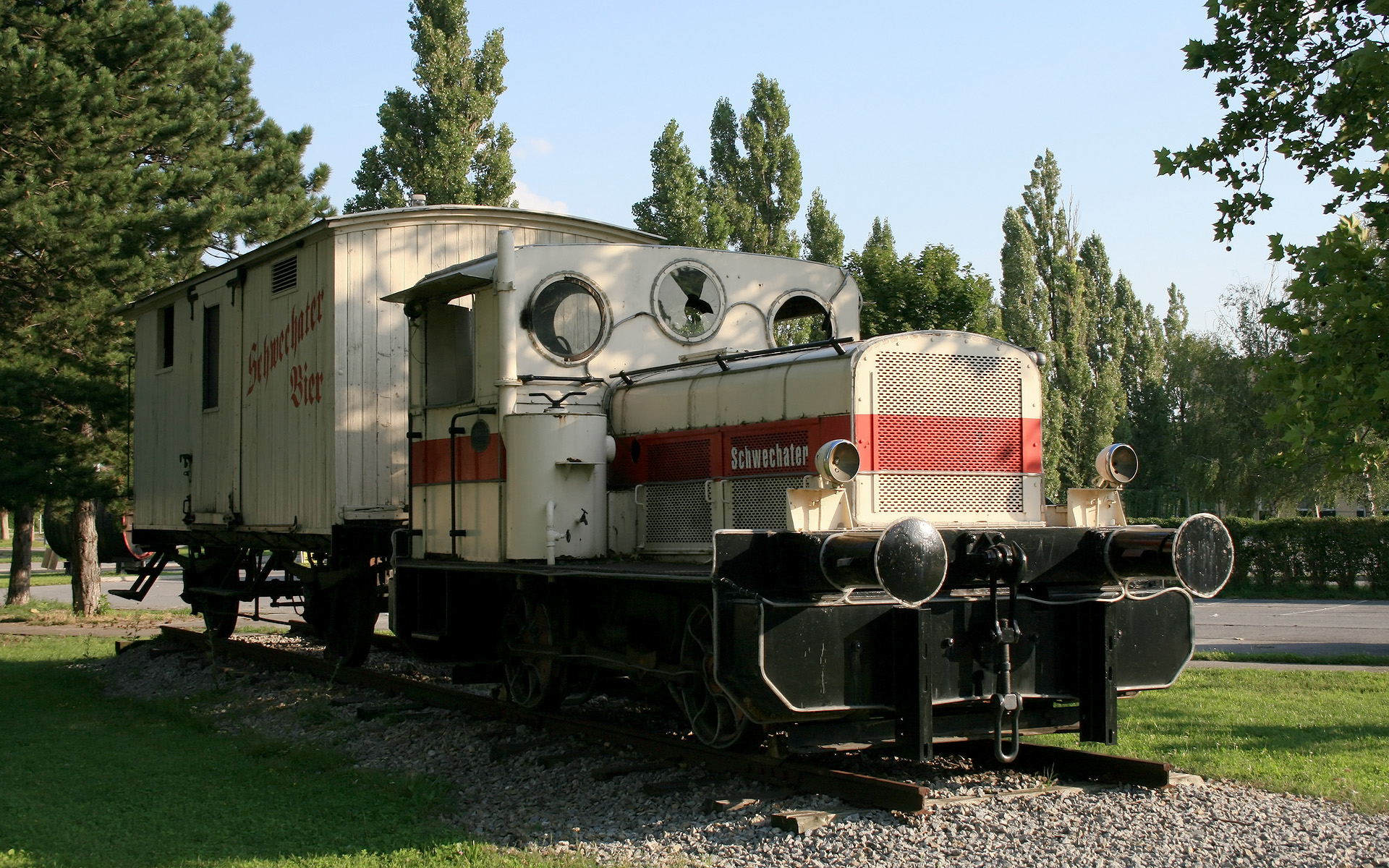
Historischer Zug der Brauerei

1921, nach dem Tod von Anton Dreher junior, wurde – letztwillig verfügt – sein damals acht Jahre alter Enkel Oskar Dreher zum Universalerben und zum Majoratsherrn des Hauses Dreher bestimmt und Drehers ältester Sohn Anton Eugen Dreher (1871–1925) zum Präsidenten der Vereinigten Brauereien AG gewählt. Nach dessen Tod wurde die Führung des Bierkonzerns von einem Verwandten Anton Eugen Drehers übernommen, der jedoch im selben Jahr noch die ihm zugefallenen Aktien der Brauerei zur Gänze an ein Bankenkonsortium verkaufte. Federführend war die Schoellerbank, die dadurch für einige Jahre Großaktionärin des Unternehmens wurde und Richard Schoeller dessen Vizepräsident. Mit dem am 25. Februar 1926 in Abbazia eingetretenen Tod des zwölfjährigen Oskar erlosch die von Franz Anton Dreher begründete österreichische Linie der Familie Dreher.
1927 und 1928 folgten die Übernahmen der Hütteldorfer Brauerei-Aktiengesellschaft, der Brauerei Jedlesee sowie der Brauerei Waidhofen. 1935 erwarb die  Familie Mautner Markhof das Aktienpaket des letzten Erben aus der Familie Dreher und hielt sodann die Aktienmehrheit des Unternehmens Vereinigte Brauereien AG.

### 1935 bis 1978: Familie Mautner Markhof

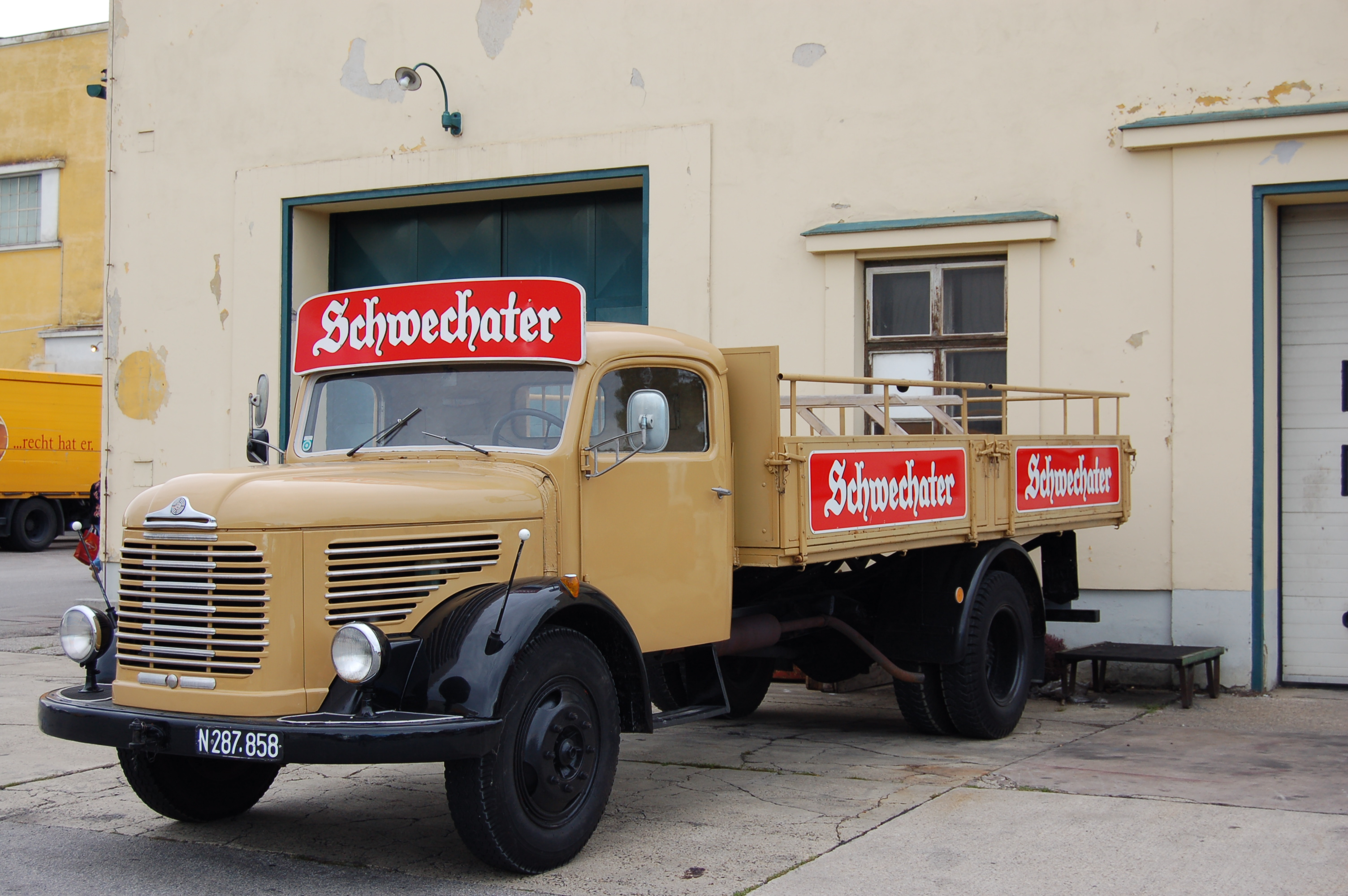
Steyr 380–LKW der Brauerei (1960er Jahre)

Nachdem die Familie Mautner Markhof im Jahr 1935 durch einen von Georg III. Mautner Markhof erdachten Coup die Aktienmehrheit des Unternehmens erlangt hatte, fusionierten die Vereinigten Brauereien AG ein Jahr später mit der Mautner Markhof’schen Brauerei zum Sankt Georg (in Floridsdorf, Pragerstraße 20) zur Mautner Markhof Brauerei Schwechat AG.
Wegen der Rohstoffknappheit während des Zweiten Weltkrieges wird ein nur 2,4-grädiges Lagerbier gebraut, das im Volksmund „Breuerschwitz“ genannt wurde. Kurz vor Kriegsende 1945 wurde das Schwechater Brauhaus weitestgehend zerstört. Unter großem persönlichem Einsatz von Manfred Mautner Markhof sen. (1903–1981), der bereits seit 1936 Mitglied des Verwaltungsrates war, begann der Wiederaufbau der Brauerei. Bereits kurz nach Kriegsende, am 28. Juni 1945, konnte der erste Sud bereitet werden und am 1. September wurde erstmals wieder ein 12-grädiges Lagerbier gebraut. Die Rohstoffknappheit bereitete jedoch sehr große Probleme, konnten Malz und Gerste zunächst noch aus Restbeständen des Unternehmens Mautner Markhof verwendet werden, waren kurz darauf bereits schwierige Verhandlungen mit den Besatzungsmächten notwendig. Die für die Mälzung notwendige Gerste war von den Besatzern kurzerhand zum Brotgetreide erklärt worden und es bestand ein Vermalzungsverbot, das zugleich an ein Verbot der ebenfalls dringend notwendigen Kohlenzuteilung gekoppelt war. Um den Fuhrpark wieder einigermaßen flott zu bekommen, tauschte Manfred Mautner Markhof ein Gemälde von Anthonis van Dyck bei einem Schweizer Geschäftsmann gegen 96 LKW-Reifen.
Im Winter 1947 konnte aufgrund Energiemangels drei Monate lang weder Bier gebraut noch ausgeliefert werden. Im Jahr 1949 trat Manfred „MMM“ Mautner Markhof jun. (1927–2008) in die Brauerei Schwechat ein und wurde 1957 in den Vorstand berufen.
Anfang der 1950er Jahre erfolgte die Übernahme der Brauerei Nussdorf, welche daraufhin geschlossen wurde. 1955 wurde die Marke Hopfenperle reaktiviert. 1959 befand sich Schwechat an der Spitze eines Konsortiums zur Übernahme und Schließung des Brauhauses der Stadt Wien. Als Markenzeichen der Brauerei wurde im Jahr 1963 „als zeitloses, klassisches Symbol der Marke Schwechater“ das stilisierte weiße Glas im weißen Kreis auf rotem Grund kreiert, das ein „Glas voll Schwung“ darstellen sollte. Es war auch das Werbesymbol, das viele Jahre am unteren Teil des Stahlmastes des 1964 eröffneten Wiener Donauturms angebracht war. Dies nicht zuletzt deshalb, weil die Brauerei Schwechat – neben der Zentralsparkasse, deren Logo oberhalb des Schwechater-Logos am Mast angebracht war – Minderheitseigentümer des Donauturms gewesen und über die heutige Schwechater-Eigentümerin Brau Union lange Zeit war. Bei der Versenkung der „Grundsteinlegungsurkunde“ im Fußboden des Eingangsbereichs soll auch eine Flasche „Schwechater Gold“ dabei gewesen sein.
1968 erhielt die Brauerei die Staatliche Auszeichnung und darf seither das Bundeswappen im Geschäftsverkehr führen. In nächster Generation des Familienunternehmens wurde „MMM jun.“ 1972 Vorsitzender des Vorstands. 

### Seit 1978: Brau Union

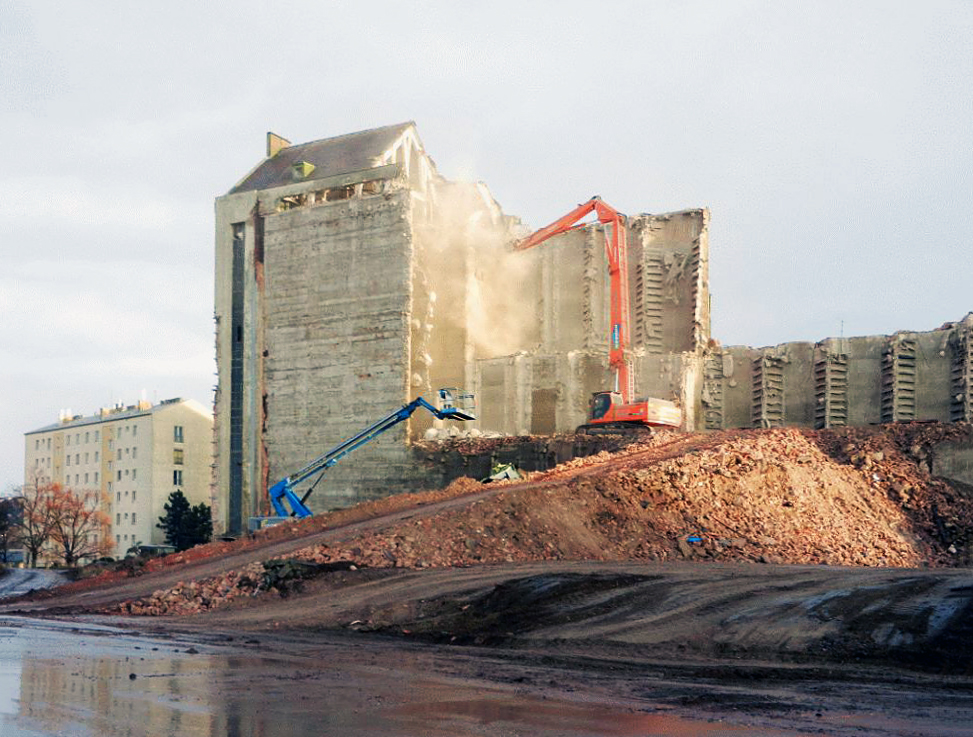
Die Abrissarbeiten im Dezember 2011

Im Jahr 1978 wurde das Unternehmen Brauerei Schwechat AG in die damalige Brau AG eingebracht und Manfred Mautner Markhof zum stellvertretenden Vorstandsvorsitzenden ernannt. Damit besteht seither die Firma der Brauerei Schwechat nicht mehr, erhalten geblieben sind der Standort der Brauerei in Schwechat und die Marke, unter der weiterhin Biere auf den Markt gebracht werden.

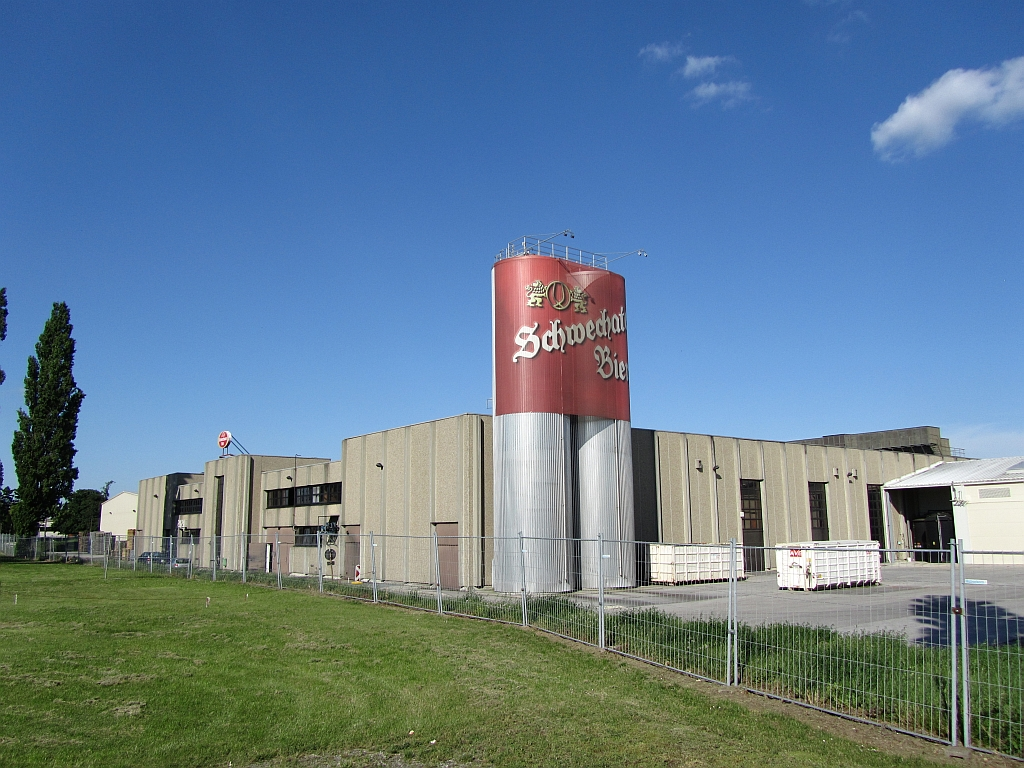
Gelände der Brauerei Schwechat

In der Brauerei Schwechat werden heute sämtliche Dosenbiere der Brau Union Österreich AG abgefüllt, hingegen wird das Schwechater Fassbier in der Brauerei Wieselburg abgefüllt.
Ende 2011 wurde mit den Abbrucharbeiten auf Teilen des alten Brauereigeländes begonnen. Auf der rund 50.000 m² großen Fläche ist ein neues Wohngebiet entstanden. Zuvor wurde der 48 m hohe Kamin des Heizkraftwerkes am 21. Jänner 2012 mit 15 Kilogramm Sprengstoff gesprengt.

## Biersorten
Die Brauerei stellt Lagerbier, Zwickl und Wiener Lager her.